# Башкирский государственный художественный музей имени М. В. Нестерова
Башкирский государственный художественный музей имени М. В. Нестерова — художественный музей Уфы. Основан 5 января 1919 года, открыт 5 января 1920 года.

## История

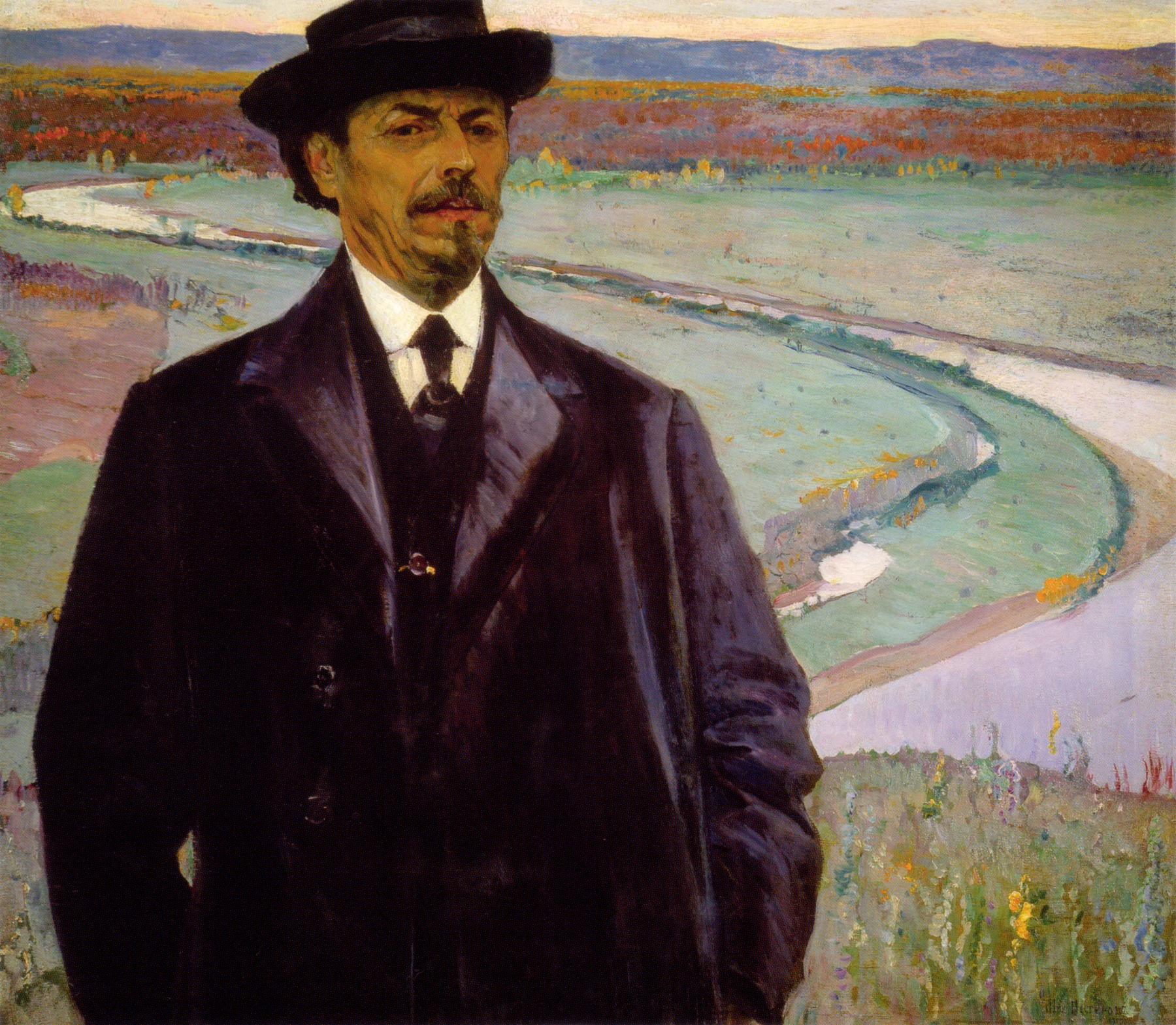
Михаил Нестеров

В 1913 году М. В. Нестеров, уроженец Уфы, подарил родному городу уникальную коллекцию работ русских живописцев второй половины XIX — начала XX столетия, а также около тридцати собственных картин. Коллекция включала работы таких известных мастеров, как Шишкин, Левитан, Ярошенко, Коровин, Бенуа, Поленов, Архипов и многих других. Экспозицию уфимские власти предполагали разместить в строившемся Аксаковском Народном доме, однако его строительство существенно затянулось из-за Первой мировой войны и революции 1917 года. Поэтому вплоть до 1919 года нестеровское собрание находилось на хранении в Москве.
7 ноября 1919 года, после освобождения Уфы от войск Колчака, губернский Революционный комитет в Уфе специальным постановлением учредил основание в городе Художественного пролетарского музея имени Октябрьской революции. Поскольку Аксаковский народный дом всё ещё не был достроен, для размещения музея был выделен дом купца-лесопромышленника М. А. Лаптева. Открытию предшествовала нелёгкая перевозка коллекции Нестерова в Уфу из Москвы, через всю Россию — неспокойную, голодную и разрушенную Гражданской войной. Это дело возложили на плечи друга и земляка художника, известного архитектора И. Е. Бондаренко. По приезде в Уфу ему доверили и руководство музеем, который открылся для посещения в январе 1920 года.
Благодаря энергичности И. Е. Бондаренко, буквально перевернувшего весь город в поисках новых произведений, уже к маю 1920 года музейное собрание насчитывало 1500 экспонатов, а библиотека — 2500 томов. В 1920—1930-е годы музей активно пополнялся экспонатами из Московского и Петроградского музейных фондов. Тогда в музей поступили произведения К. А. Коровина, П. В. Кузнецова, Л. В. Туржанского, И. Н. Крамского, В. Г. Перова, М. А. Врубеля, В. А. Серова, М. Ф. Ларионова, Н. С. Гончаровой и многих других известных художников. Особую ценность коллекции древнерусской живописи составили иконы, поступившие в 1921 году через Московский музейный фонд от крупнейшего коллекционера и реставратора Г. О. Чирикова.
Экспозиционная площадь музея составляет 391 м², общее количество единиц хранения более 10000 — картины раннего творчества М. В. Нестерова, коллекции древнерусского искусства и русской живописи XIX — начала XX веков, представлено также современное изобразительное искусство и декоративно-прикладное искусство Башкирии, есть коллекция западноевропейского и восточного искусства.
Названия музея: с 1919 Уфимский художественный пролетарский музей им. Октябрьской революции, с 1921 Уфимский художественный пролетарский музей искусств, с 1922 Уфимский художественный музей, с 1929 Башкирский государственный художественный музей (в 1954 присвоено имя М. В. Нестерова), с 1994 Государственный художественный музей им. М. В. Нестерова Республики Башкортостан, с 1998 Башкирский государственный художественный музей им. М. В. Нестерова.
Адрес музея: 450077, Республика Башкортостан, г. Уфа, ул. Гоголя, 27.

## Филиалы
- г. Мелеуз (ул. Карла Маркса, 68)
- Нефтекамская картинная галерея «Мирас» (г. Нефтекамск, ул. Строителей, 89)
- Стерлитамакская картинная галерея (г. Стерлитамак, ул. Коммунистическая, 84)
- Выставочный зал «Ижад» (г. Уфа, ул. Космонавтов, 22)
- Картинная галерея в селе Воскресенское Мелеузовского района
- Мемориа́льный дом-музе́й А. Э. Тюлькина (г. Уфа, ул. Волновая, 21)

## Коллекция музея
В настоящее время в музее имеются полотна известных художников Башкортостана А. Тюлькина, Д. Бурлюка, Р. Нурмухаметова, А. Кузнецова‚ А. Лутфуллина, Ф. Кащеева, А. Ситдиковой, Р. Халитова, Б. Домашникова, А. Бурзянцева, А. Пантелеева, В. Пустарнакова, графиков Р. Гумерова, Б. Палехи, Э. Саитова, М. Елгаштиной, скульптуры В. Морозовой, Т. Нечаевой, Б. Фузеева, А. Шутова, произведения мастеров театрально-декорационного искусства А. Арсланова, Г. Имашевой.
Из отечественных художников — живописные произведения М. Нестерова, И. Репина, М. Врубеля, И. Айвазовского, В. Серова, И. Левитана, А. Саврасова, А. Коровина, рисунки Б.Кустодиева, Е. Лансере, Ф. Малявина, скульптура П. Антокольского. Главной ценностью являются 60 работ М. Нестерова, подаренные музею.
Старинные иконы, первопечатные и рукописные книги, предметы декоративно-прикладного искусства. Древнерусская живопись, экспонируемая в музее, относится к различным школам иконописи. В экспозиции музея есть две иконы Деисусного чина (ряда в иконостасе): «Богоматерь» и «Иоанн Предтеча» работы неизвестного мастера конца XVI века.
Коллекция музея составляет более 4000 экспонатов всех видов изобразительного искусства. Научная библиотека насчитывает более 10 000 книг.

Экспозиции
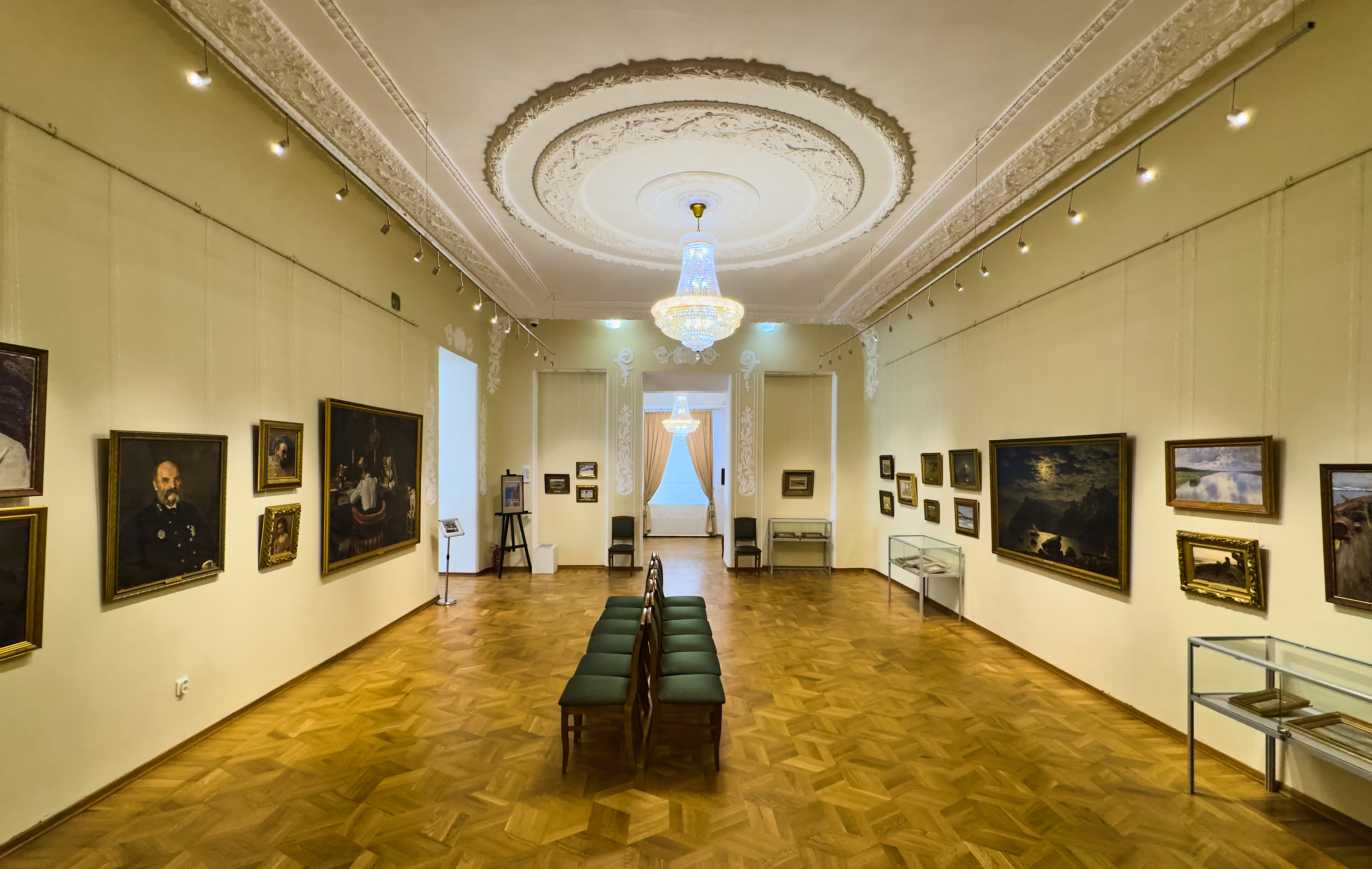
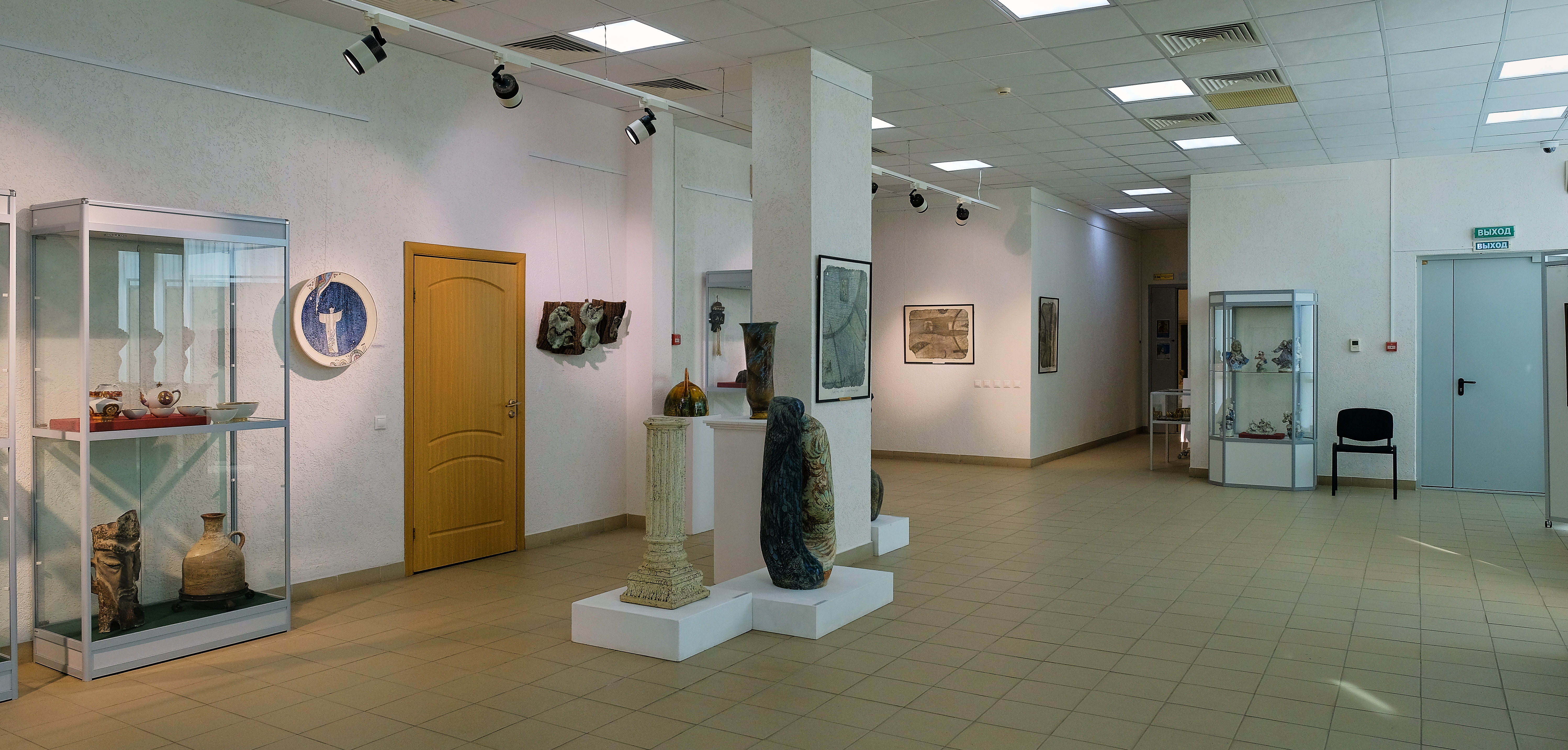
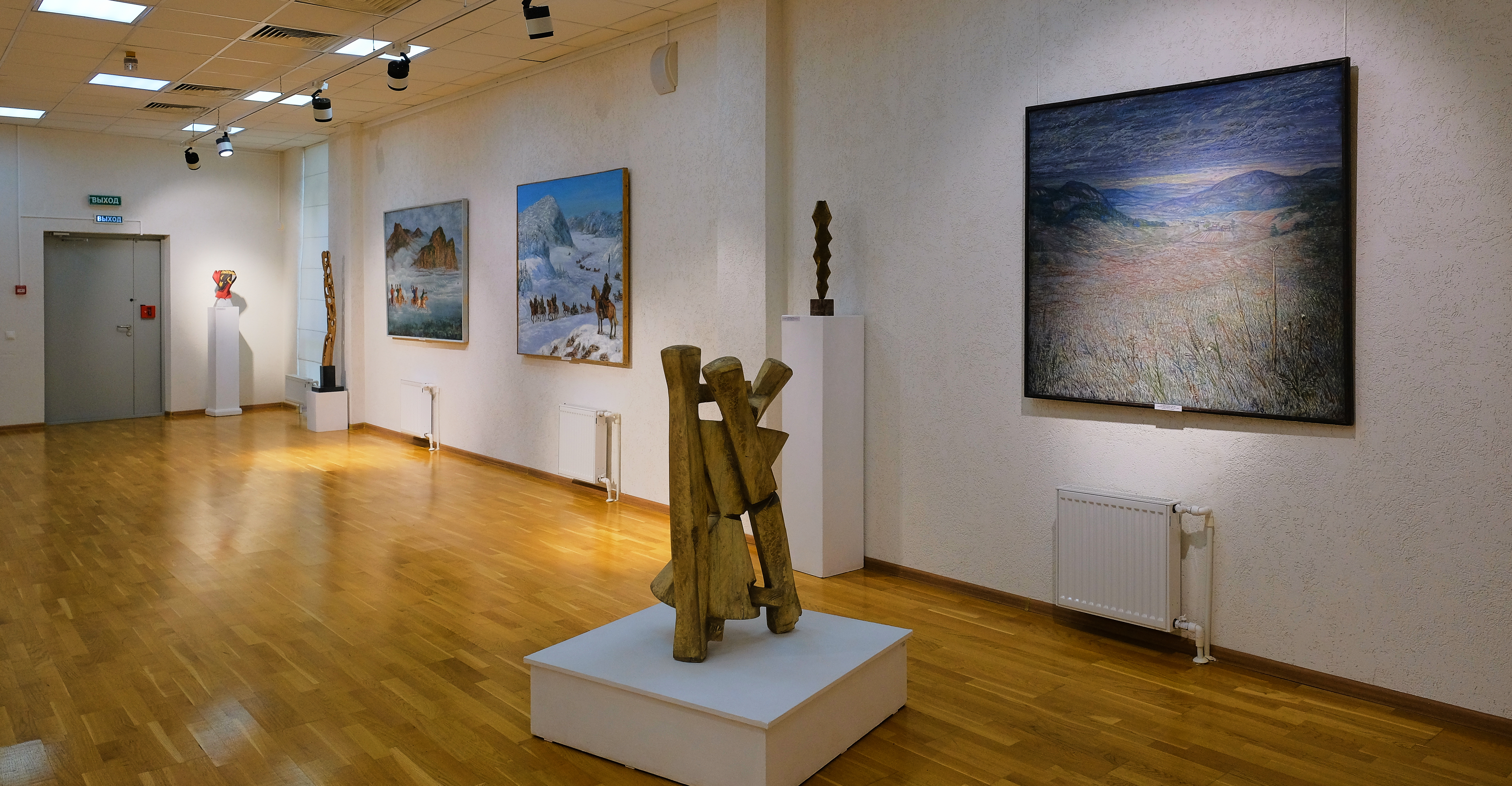
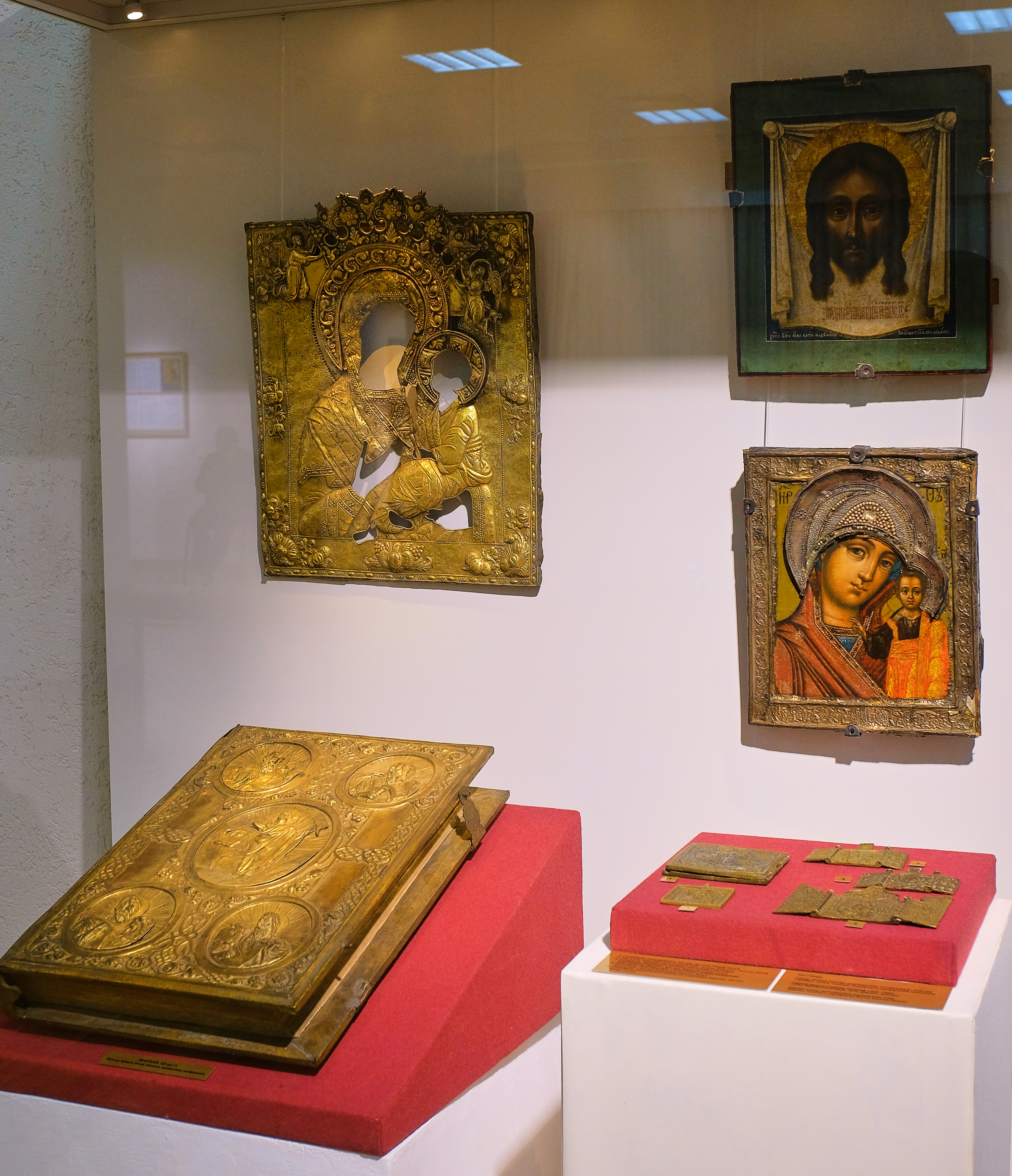
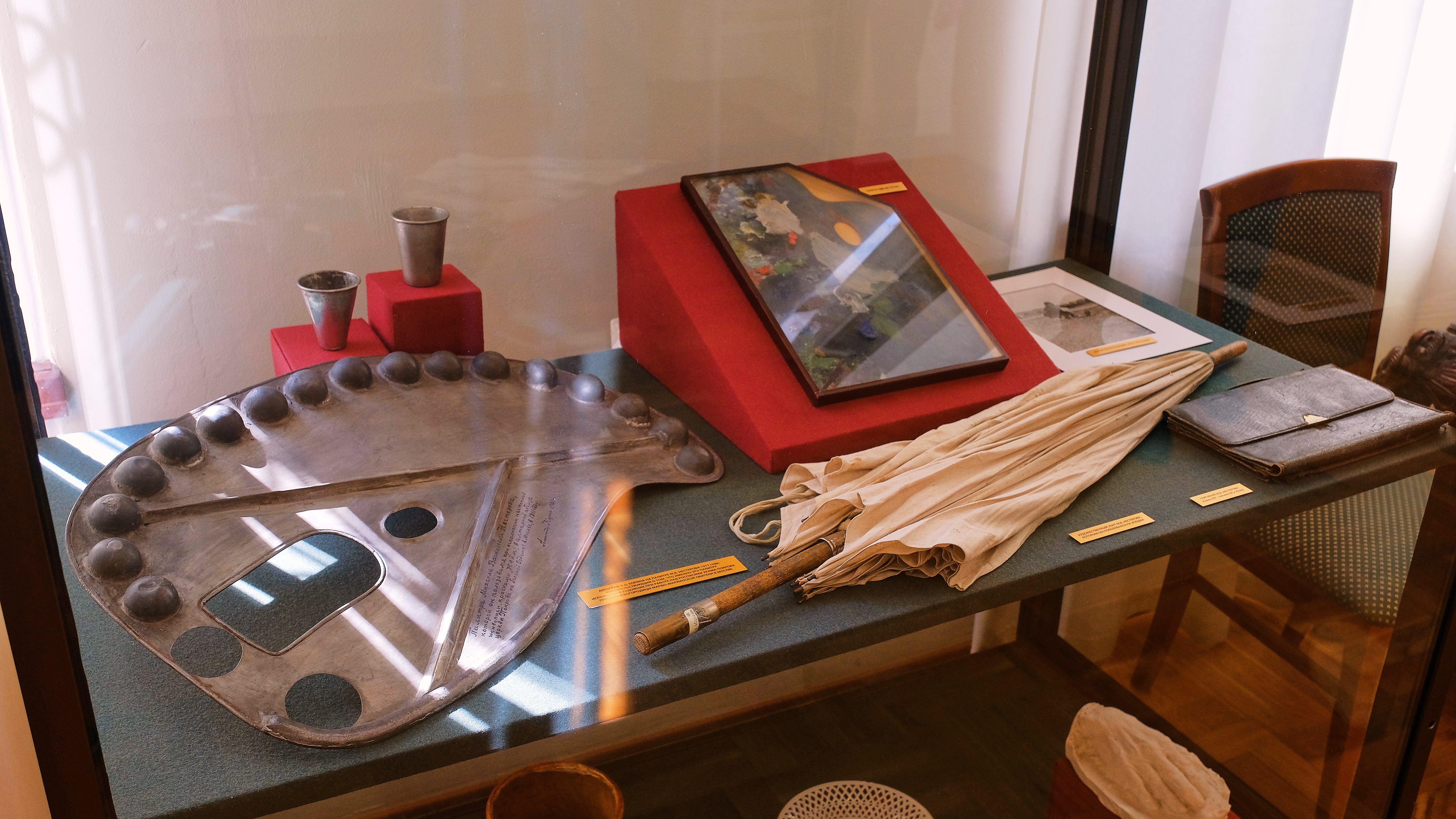
Личные вещи М. В. Нестерова